# Oscar Díaz
Óscar Díaz Asprilla (né le 6 juin 1972 à Riofrío en Colombie) est un joueur de football international colombien, qui évolue au poste de milieu de terrain.

## Biographie

### Carrière en sélection
Avec l'équipe de Colombie, il dispute 16 matchs (pour un but inscrit) entre 2001 et 2005. Il figure notamment dans le groupe des sélectionnés lors des Copa América de 2001 et de 2004.
Il dispute également la Coupe des confédérations de 2003. Lors de la compétition organisée en France, il joue un match contre le Japon.

## Palmarès
Colombie
- Copa América (1) :
  - Vainqueur : 2001.